# داستان جیمز دین
داستان جیمز دین (انگلیسی: The James Dean Story) یک فیلم مستند آمریکایی است که در سال ۱۹۵۷ ساخته شد. این فیلم دو سال پس از مرگ جیمز دین منتشر شد. شرکت فیلمسازی وارنر برادرز این فیلم را که شامل عکس‌ها و مصاحبه با اقوام جیمز دین بود، درباره زندگی کوتاه این بازیگر افسانه‌ای ساخت.
مارتین گابل بر پایه نوشته استوارت استرن، نویسنده فیلم شورش بی دلیل، این اثر را روایت کرد و رابرت آلتمن و جورج دبلیو جورج به‌صورت مشترک کارگردانی آن را به عهده داشتند.